# Wiels – Zentrum für zeitgenössische Kunst
Das Wiels – Zentrum für zeitgenössische Kunst (das sich selbst WIELS schreibt) ist ein Kunstmuseum und Kunstzentrum in der Avenue Van Volxemlaan 354 Ecke Avenue Wielemans Ceuppens in der Gemeinde Forest/Vorst, Region Brüssel-Hauptstadt. 

## Gebäude und Geschichte
WIELS wurde am 25. Mai 2007 im Eckgebäude der ehemaligen Brauerei Wielemans-Ceuppens, vom modernistischen belgischen Architekten Adrien Blomme erbaut, eröffnet. 
Auf drei Ebenen bietet es insgesamt 1800 m2 Ausstellungsfläche und beherbergt die Werkstätten der hier residierenden Künstler.
Das nach seinem Architekten benannte Blomme-Gebäude, auch Wielemans Runde genannt, ist eines der seltenen Beispiele moderner Industriearchitektur in Brüssel. Die Überreste der alten Brauerei wurden im Jahr 1993 von der Region Brüssel-Hauptstadt unter Denkmalschutz gestellt und bis zum Jahr 2005 umfangreich renoviert.
Der Name WIELS nimmt Bezug auf Wiel's, ein Bier mit niedrigem Alkoholgehalt, das die Brauerei Wielemans-Ceuppens von der Nachkriegszeit bis zuletzt im Jahr 1988 braute.

## Mission und Programm
WIELS ist ein Laboratorium für zeitgenössische Kunst von internationalem Anspruch.
Ziel ist nicht nur die Präsentation von Kunst und Publikumsarbeit,
es richtet sich ebenso direkt an Kunstschaffende.
WIELS Schwerpunkt liegt auf Malerei, Bildhauerei und Objektkunst,
doch das Augenmerk richtet sich im Besonderen auf Mischformen und Interaktionen mit anderen Disziplinen
in der ganzen Bandbreite, um einen permanenten Dialog mit den aktuellen Entwicklungen und Debatten der Kunstwelt 
zu schaffen bzw. anbieten zu können.

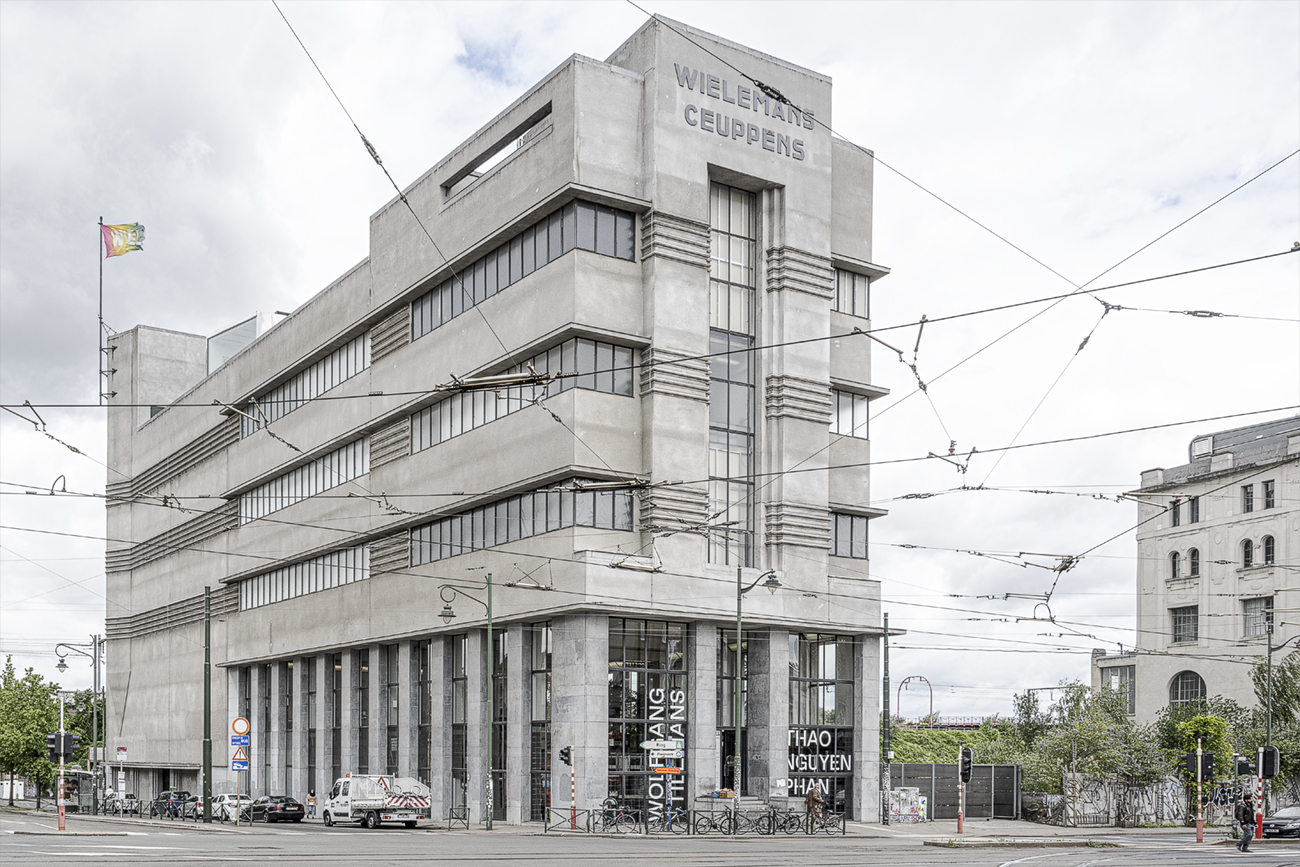
Wiels – Zentrum für zeitgenössische Kunst

WIELS – ohne eigene permanente Sammlung – zeigt jedes Jahr sechs Wechselausstellungen. Darüber hinaus veranstaltet das WIELS regelmäßig Konferenzen, Festivals, Filmvorführungen und Konzerte.